# Постоянная Кюри
Постоянная Кюри — числовая характеристика {\displaystyle C} определенного вещества которая связывает магнитную восприимчивость с температурой.
Названа в честь Пьера Кюри.

## Определение
{\displaystyle C=\mu _{0}\cdot n\cdot {\frac {\mu ^{2}}{3k_{\mathrm {B} }}},}
где:
- {\displaystyle \mu _{0}} — Магнитная проницаемость вакуума,
- {\displaystyle n={\tfrac {N}{V}}} — концентрация частиц,
  - {\displaystyle N} — число частиц,
  - {\displaystyle V} — объем,
- {\displaystyle \mu } — атомарный магнитный момент,
- {\displaystyle k_{\mathrm {B} }} — постоянная Больцмана.

Константа Кюри может быть определена и через количество вещества:
{\displaystyle C_{\mathrm {mol} }={\frac {M}{\rho }}C=\mu _{0}\cdot N_{\mathrm {A} }\cdot {\frac {\mu ^{2}}{3k_{\mathrm {B} }}},}
где:
- {\displaystyle M} — Молярная масса,
- {\displaystyle \rho } — Плотность,
- {\displaystyle N_{\mathrm {A} }={\tfrac {N}{n}}} — Число Авогадро.

Размерность {\displaystyle C_{\mathrm {mol} }} есть м3·K·моль−1.